# 신호초등학교
신호초등학교는 대한민국 부산광역시 강서구에 있는 공립 초등학교이다.

## 학교 연혁
- 2021년 3월 1일 말레이시아 페낭 충칭초등학교 국제교류학습 협약 체결
- 2021년 3월 1일 2021학년도 25학급(특수1포함)편성, 전교생 573명
- 2021년 2월 19일 제72회 졸업식(졸업생 103명, 총 1,727명)
- 2021년 2월 19일 부산형 블렌디드 교실 구축사업
- 2021년 2월 7일 1학년 교실환경 개선사업
- 2020년 5월 11일 운동장 스탠드 차양막 설치
- 2015년 2월 24일 학교 증축공사 완료(일반교실 18실, 특별교실 3실 등)
- 2003년 8월 18일 현위치로 교사 이전
- 1996년 3월 1일 신호초등학교로 개칭
- 1989년 1월 1일 부산광역시로 편입
- 1986년 3월 1일 병설유치원 인가(1학급)
- 1950년 2월 17일 신호국민학교 개교(설립인가 1월 22일)(3학급)
- 1944년 4월 1일 명지공립국민학교 신호분교 개교
- 1941년 6월 10일 명지국민학교 부설간이학교 설립인가
- 1936년 3월 1일 신호사설학습강습소로 개칭
- 1928년 3월 1일 사설신호학당 개설

## 학교 상징
- 교화 - 동백꽃 : 어려움을 극복할 수 있는 강인한 정신력을 함양시키고, 훌륭한 인재를 많이 배출해냄을 뜻함.
  - 늘푸름을 자랑하고 광택이 있으며겨울을 상징하는 꽃으로 한자로는 동백(冬柏), 산다화(山茶花)라고 부른다. 동백 나무는 다른 식물들이 활동하지 않는 겨울에 타는 듯한 붉은 빛의 꽃을 피우다가 봄이되어 다른 꽃들이 피기 시작하면 꽃이 지기시작한다.
- 교목 - 소나무 : 비바람·눈보라의 역경 속에서 푸른 모습을 간직하고 있어 꿋꿋한 절개와 의지를 뜻함.
  - 상록교목으로 높이 20∼30m, 지름 1∼2m에 달하며 수피(樹皮)는 흑갈색이고 동아(冬芽)는 은백색이며 길이 12∼18mm이고 잎은 짙은 녹색이며 길이 9∼14cm, 너비 1.5mm로서 약간 비틀리고 끝이 뾰족하며 아린(芽鱗)은 회백색으로 2-3년 동안 남아있다
- 학교 캐릭터 - 우리 신호갯벌에 서식하는 생물 중 게와 고동을 의인화한 '고둥이와 꾀순이'입니다.

## 참고 자료
- 신호초등학교 - 한국교육학술정보원 학교알리미